# Felix Slavik
Felix Slavik, né le 3 mai 1912 à Vienne et mort le 6 octobre 1980 à Vienne, est un homme politique membre du Parti socialiste d'Autriche (SPÖ).

## Biographie

### Débuts en politique et ascension
Mécanicien de profession, il est nommé en 1945 membre du gouvernement municipal de Vienne et sénateur au Conseil fédéral. Il quitte l'exécutif local dès l'année suivante Il devient en 1949 secrétaire général du SPÖ de Vienne et député fédéral au Conseil national.
Il entre en 1957 au Landtag de Vienne et retrouve en même temps le gouvernement de la capitale autrichienne. Il renonce donc à ses fonctions au sein du Parti socialiste et à son mandat parlementaire fédéral.
Désigné vice-président régional du parti l'année suivante, il est promu en 1959 vice-bourgmestre de la ville par Franz Jonas. Il remplace ce dernier en 1964 en tant que président du SPÖ de Vienne, avant d'être choisi l'année suivante comme vice-président fédéral du parti, sous la présidence de Bruno Pittermann. Alors que Jonas démissionne le 9 juin pour assumer la présidence de la République, Slavik laisse la mairie de Vienne à Bruno Marek.

### Bourgmestre de Vienne
Le 21 décembre 1970, Felix Slavik est investi à 58 ans bourgmestre de Vienne. Il renonce alors à présider la fédération locale du SPÖ. Après qu'un référendum a conduit au rejet de son projet de jardin zoologique, il est vertement critiqué au sein du Parti socialiste et reçoit seulement les deux tiers des voix le 2 juin suivant lors de sa réélection au comité directeur régional. Il indique alors sa volonté de démissionner et cède le pouvoir à Leopold Gratz le 5 juillet.
Son mandat de deux ans et six mois en fait le plus court de la capitale depuis la fin de la Seconde Guerre mondiale. Il est également le seul bourgmestre depuis 1945 qui n'ait jamais remporté au moins une élection municipale.

### Après la politique
Il meurt le 6 octobre 1980, à l'âge de 68 ans. Il est enterré au Zentralfriedhof de Vienne.